# Marjan Marković
Pour les articles homonymes, voir Marković.
Marjan Marković, né le 28 septembre 1981 à Požarevac (Serbie), est un footballeur international serbe, évoluant au poste de milieu de terrain au Sloga Petrovac na Mlavi.

## Palmarès

### Avec l'Étoile rouge de Belgrade
- Champion de Serbie-et-Monténégro en 2004.
- Champion de Yougoslavie en 2000 et 2001.
- Vainqueur de la Coupe de Serbie-et-Monténégro en 2004.
- Vainqueur de la Coupe de Yougoslavie en 2000 et 2002.

### Avec leDynamo Kiev
- Champion d'Ukraine en 2007.
- Vainqueur de la Coupe d'Ukraine en 2007.
- Vainqueur de la Supercoupe d'Ukraine en 2006 et 2007.